# Pond Island National Wildlife Refuge
Pond Island est une petite île située dans Muscongus Bay (en), sur le littoral du Comté de Sagadahoc dans l'État du Maine. Elle fait partie administrativement de la ville de Phippsburg.

## National Wildlife Refuge
Pond Island est situé à l'embouchure de la rivière Kennebec. L'île est l'un des cinq refuges qui composent le refuge national de la faune des îles côtières du Maine (Maine Coastal Islands National Wildlife Refuge (en), ainsi que les îles Cross Island (en), Petit Maman, Franklin Island et  Seal Island.
Il s'agit de l'un des plus petits refuges du système américain de réserve naturelle qui est géré par la United States Fish and Wildlife Service